# Liste der Monuments historiques in Crévic
Die Liste der Monuments historiques in Crévic führt die Monuments historiques in der französischen Gemeinde Crévic auf.

## Liste der Immobilien
| Bezeichnung           | Beschreibung   | Standort          | Kennzeichnung | Schutzstatus | Datum | Bild           |
| --------------------- | -------------- | ----------------- | ------------- | ------------ | ----- | -------------- |
| Brücke über den Sânon | um 1700 erbaut | Rue Joffre (Lage) | PA00106019    | Classé       | 1984  | weitere Bilder |

## Liste der Objekte
| Bezeichnung     | Beschreibung                                      | Standort                      | Kennzeichnung | Schutzstatus | Datum | Bild |
| --------------- | ------------------------------------------------- | ----------------------------- | ------------- | ------------ | ----- | ---- |
| Skulptur Petrus | Bronze, Marmor, erste Hälfte des 19. Jahrhunderts | in der Kirche St-Denis (Lage) | PM54001490    | Inscrit      | 1981  |      |